# Алипаша (приповетка)
Алипаша је друга Андрићева постхумно објављено приповетка у збирци Кућа на осами (1976).
Мостарски везир Алипаша Ризванбеговић Сточевић, је приказан у овом приповедању као онај који је упамћен у народу по смислу за унапређење Херцеговине али и по тиранији којом је пратио уређивање земље. Андрић описује период када је Ризванбеговић уклоњен са положаја и двонедељно издржавање казне по наредби Омерпаше Латаса. По казни Алипаша је требало да узјаше магарца натрашке, а да му син води магарца, али када су они, који дају срамну наредбу, схватили да је он један од растом највиших људи у Херцеговини, одобрили су да затвореник узјаше мазгу.

## Младост
Зулфикар Ризванбеговић је био капетан у Столцу. Имао је шест синова и био је прек човек. Његови син, Ризванбеговић Сточевић, родио се 1783. године, у младости се замерио своме оцу и отишао је у Турску, где је провео неколико година, а вратио се у Столац тек после очеве смрти, и то са лепим имањем и богатством. Где је тачно био? Како је стекао? То су многи питали, али то није сазнао нико.
| „            | Алиага, како су га тада још звали, био је један од оних људи о којима се може сазнати само оно што они хоће да се зна | ” |
| — Иво Андрић | |   |

## Борба са браћом за првог човека Херцеговине
Убрзо када се вратио из Турске, ушао је у сукоб са својом браћом и другим оџаковићима свога краја за положај првог човека у Херцеговини. Његов брат Мехмед, кога су звали Хаџуном - хутовски крвник - јер је био омражен од народа, пружао му је највећи отпор. На крају је убио свога брата код столачке тврђаве. Раја је потпомагала Алиагу Ризванбеговића против Хаџуна.

## Херцеговина административно одвојена од Босне
Када је морао да бира између раје и султана, увек је без размишљања стајао насупрот босанских феудалаца. У босанском устанку (1831-1832) био је за султанове реформе. Као награду за верност султану добио је награду.
| „            | Кад је покрет босанских феудалаца сломљен. Херцеговина је одвојена административно од Босне, а за првог везира у Мостару постављен је столачки капетан Ризванбеговић. То је била награда за верност султану и плод вишегодишњих Алипашиних напора. Од тада он ће владати Херцеговином онако како је сам рекао кад је дошао на власт. „Од данас не треба нико да иде цару у Стамбул. Ево вам Стамбул-Мостар, а ево вам и цара у Мостару“ | ” |
| — Иво Андрић | |   |

## Период владања
Како је Алипаша Ризванбеговић Сточевић владао? То је био један од оних малих султана који су успевали да се, на дуже или на краће, зацаре у разним турским покрајинама, у првој XIX половини века, кад је централна власт стала да губи и последње снаге. Управљао је „својом“ земљом као прави оштар и лукави тиранин, али и као добар домаћин. Постигао је следеће:
- Наводњавао земљишта
- Подстицао да се сади и гради
- Зидао палате, џамије и текије
- увео је у Херцеговини сађење приринча, маслине, дуда, и гајење свилене бубе;чак и кафу је покушао да сади.
- Први је почео Аустрији да продаје концесије за извоз дрвета.
- Ратовао је и мирио се са Црном Гором.
- Варакао се и лагао са везирима у Цариграду и пашама у Травнику.
- Митио је кога је требало.
- Увек је био за султана, на речима и за реформе, али у пракси, у свом пашалуку, против њих.
- Обогатио се и осилио.
- Са четири жене изродио велик пород.

| „            | Тако је готово двадесет година владао „строго и правично“, по његовом мишљењу, а самовољно и свирепо по мишљењу већине подложника. | ” |
| — Иво Андрић | |   |

## Пропаст његовог владања
Кад је 1850. године послан у Босну Омерпаша да најпосле скрши отпор феудалаца и уведе низам, Ризванбеговић је покушао да се томе одупре својим толико пута испробаним лукавством. Али, овога пута ништа није помагало, ни лаж ни мито ни одуговлачење. Ризванбеговић је тада имао већ седамдесет година и надвладао га је и надмудрио млађи, лукавији и безобзирнији царски мушир Омерпаша Латас. Оборио га је неочекивано и потпуно, лишио га везирске части, запленио му сва имања, и наредио да га ухапсе, посаде на магаре и проводају, као последњег зликовца, по целој Босни и Херцеговини, да људи „виде у кога су се уздали“, а затим да се протера у Азију. Тако је и учињено.
| „            | Али кад је Алипаша на свом горком путовању био у селу Добрињу, у близини Бање Луке, убијен је изненада, на спавању. Речено је да се једном од аскера који су га проводили омакла пушка. Сахрањен је у лепом белом турбету крај Ферхадпашине џамије у Бањој Луци. Породица му је упућена у Цариград. Ту су неки од његових синова постали угледни османлијски службеници и прваци | ” |
| — Иво Андрић | |   |